# Bandeira da China
A bandeira nacional da República Popular da China, também conhecida como Bandeira Vermelha de Cinco Estrelas, é vermelha com cinco estrelas amarelas no seu cantão (canto superior esquerdo). Todas as estrelas são de cinco pontas, sendo que a estrela maior simboliza o PCC (Partido Comunista da China), e as quatro estrelas menores simbolizam a união do povo chinês: os trabalhadores (proletariado), os camponeses, pequenos burgueses e capitalistas de ordem nacional. A relação das estrelas significa a união popular sob a liderança do PCC. A cor vermelha da bandeira simboliza a revolução de 1949, e a cor amarela das estrelas é para destacar a claridade da terra vermelha. No mandarim padrão, a bandeira é chamada 五星红旗 (pinyin: Wǔxīng hóngqí), que significa "a bandeira vermelha com cinco estrelas".
Outras bandeiras usadas na República Popular da China usam um fundo vermelho para simbolizar a revolução em conjunto com outros símbolos. A bandeira do Exército Popular de Libertação usa a estrela dourada com os caracteres chineses 8-1 (para 1º de agosto, a data da fundação do EPL). A bandeira do Partido Comunista da China substitui todas as estrelas pelo emblema do partido. Devido a regulamentações governamentais, as cidades e províncias da China não podem ter suas próprias bandeiras; as únicas bandeiras subnacionais que existem são as das Regiões Administrativas Especiais de Hong Kong e Macau.

## Concepção
A bandeira foi desenhada por Zeng Liansong, cidadão de Rui'an, província de Zhejiang. Ele o redigiu em resposta a uma circular distribuída pelo Comitê Preparatório para a Nova Conferência Consultiva Política (新 政治协商会议筹备会) de julho de 1949, logo após os comunistas chegarem ao poder no final da Guerra Civil Chinesa. 2.992 (ou 3.012) inscrições foram recebidas para o concurso de concepção da bandeira. Aquela de Zeng foi uma das 38 finalistas. Após várias reuniões e pequenas modificações, o desenho de Zeng foi escolhido como a bandeira nacional.
A primeira bandeira foi hasteada por Mao Tsé-tung em uma plataforma com vista para a Praça Tian'anmen, em Pequim, em 1º de outubro de 1949, durante uma cerimônia de proclamação da fundação da República Popular da China.

## Bandeiras Históricas

### China Imperial

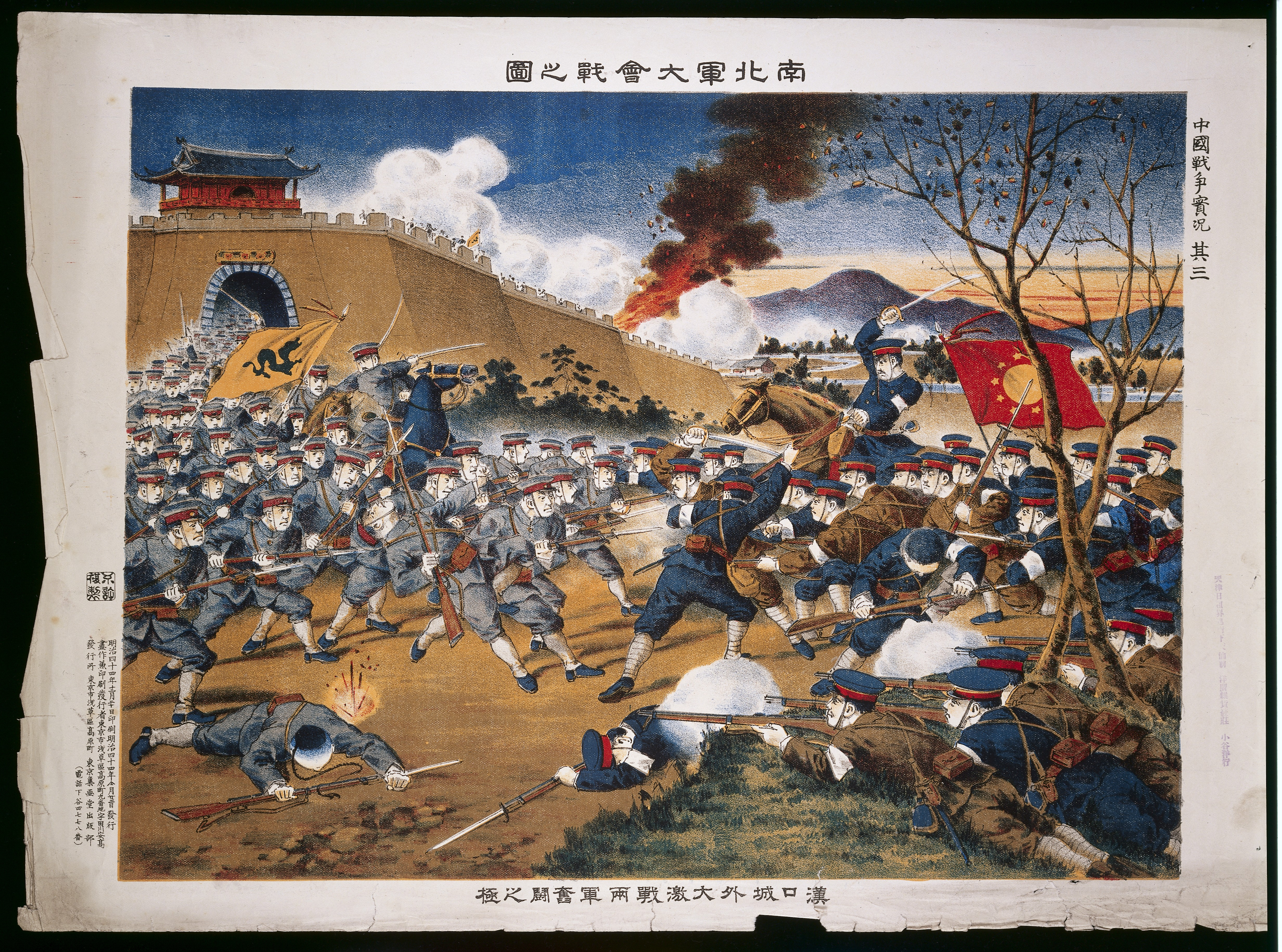
Ilustração de uma batalha da Revolução de 1911; a bandeira Qing é visível à esquerda.

A bandeira anterior da China era a "Bandeira do Dragão Amarelo" usada pela dinastia Qing — a última dinastia imperial na história da China — de 1865 até a derrubada da monarquia durante a Revolução de Xinhai, iniciada em 1911. A dinastia Qing governou a China Imperial de 1644 a 1912. O estandarte do país apresentava um dragão em um fundo amarelo-laranja. O dragão celestial transmitia poder cósmico ao imperador para que ele reinasse e defendesse o desenvolvimento em harmonia com a natureza. O estandarte era inicialmente triangular, tendo por origem as auriflamas da Idade Média. Na década de 1890, a bandeira tornou-se retangular e também foi usada como estandarte naval.

A bandeira adotada em 1867 era triangular, mas a dinastia adotou uma versão retangular da bandeira do dragão em 1889.

Estandarte da Dinastia Qing (1862–1889).
Bandeira do Dinastia Qing (1889–1912).

### República da China

Bandeira das Cinco Raças Sob Uma União da República da China (1912-1915, 1916-1928).

Bandeira do "Céu Azul com Sol Branco" (青天白日旗). Tornou-se a bandeira do Kuomintang, o cantão da bandeira republicana e o estandarte naval da Marinha da República da China (1947–presente).

A bandeira de cinco cores foi um dos principais símbolos sobre os quais se baseou a República da China, representando os cinco principais grupos étnicos que habitavam o país: os han em vermelho, os manchus em amarelo, os mongóis em azul, os huis de branco e os tibetanos de preto. A bandeira foi adotada pelos revolucionários na revolução de 1911 e usada até 1928, com uma pequena interrupção em 1915-1916. Sun Yat-sen fracassa em formar um governo forte e é obrigado a ceder o poder ao General Yuan Shikai, que assume como o segundo presidente da China. Em 1915, ele tenta se proclamar imperador da China e revoltas generalizadas eclodem através da China. Com o fracasso da restauração imperial e a morte de Shikai, a China entra no período do Alto Senhorio-da-Guerra. O controle da China passara aos senhores da guerra do governo de Beiyang (北洋政府) de Pequim, e terminaria apenas com a vitória dos nacionalistas do Kuomintang, baseados em Nanquim, que derrotaram a aliança de senhores-da-guerra na Expedição do Norte, em 1928; após o que, a bandeira oficial da República passou a ser a do governo do Kuomintang.

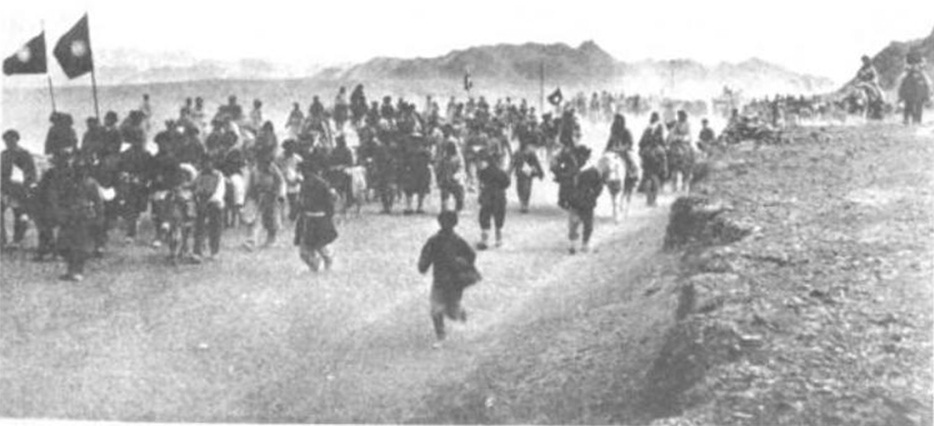
Recrutas túrcicos da Nova 36ª Divisão do KMT perto de Kumul, carregando bandeiras do Céu Azul com Sol Branco do Kuomintang.

O estandarte pessoal do Generalíssimo Chiang Kai-shek, adotado em 1926 para a Expedição do Norte, era uma versão estilizada da bandeira Exército Nacional Revolucionário, com o emblema do sol branco do Kuomintang no centro, e abaixo da tralha os caracteres de "Comandante-em-Chefe do Exército Nacional Revolucionário"; como se para enfatizar o sua autoridade, a flâmula acima da bandeira principal tinha o único caractere chinês para "Chefe". O NRA tentou imbuir seus homens com espírito revolucionário e uma noção mínima de unidade pelo uso liberal de bandeiras com o símbolo do KMT, e mesmo unidades muito pequenas tinham seus próprios porta-estandartes; estes geralmente carregavam bandeiras azuis simples com um grande emblema central do sol branco do KMT. Essa bandeira do ENR terá o quadrado azul com o sol branco movidos para o cantão (canto superior no lado da tralha) na nova bandeira republicana.

Bandeira da República da China (1928-1949) e atual Bandeira de Taiwan.

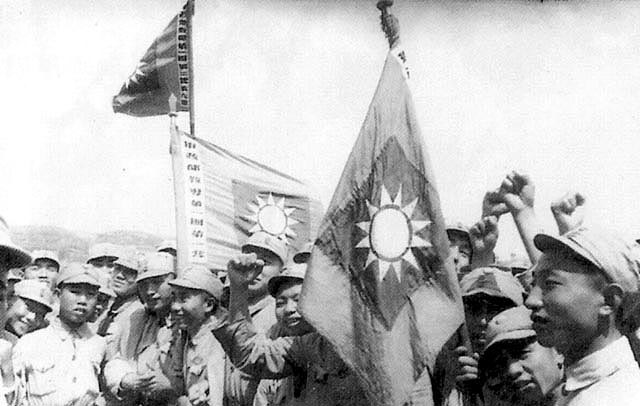
Jovens soldados da NRA com bandeiras militares.

Este cantão originou-se da "bandeira do céu azul com o sol branco" (青天白日旗; qīngtiān báirì qí) projetada por Lu Haodong, um mártir da Revolução Xinhai. Ele apresentou seu projeto para representar o exército revolucionário na inauguração da Sociedade para a Regeneração da China, uma sociedade anti-Qing em Hong Kong, em 21 de fevereiro de 1895. Este projeto foi posteriormente adotado como a bandeira do partido KMT e o brasão de armas da República da China. A porção de "terra vermelha" foi adicionada por Sun Yat-sen no inverno de 1906, trazendo a bandeira à sua forma moderna. De acordo com George Yeo, o então Ministro das Relações Exteriores de Cingapura em 2011, naquela época, o céu azul com uma bandeira do sol branco foi costurado no Salão Memorial Sun Yat Sen Nanyang (anteriormente conhecido como "Vila Sun Yat Sen") em Cingapura por Teo Eng Hock e sua esposa.
Durante a Revolta de Wuchang em 1911, que anunciou a República, os vários exércitos revolucionários tinham bandeiras diferentes. A bandeira "Céu Azul com Sol Branco" de Lu Hao-tung foi usada nas províncias de Guangdong, Guangxi, Yunnan e Guizhou. Em Wuhan, uma bandeira com 18 estrelas amarelas foi usada para representar as 18 divisões administrativas da época. Em Xangai e no norte da China, uma "bandeira de cinco cores" (五色旗; wǔ sè qí) (cinco raças sob a bandeira da União) foi usada com cinco faixas horizontais representando as cinco principais nacionalidades da China.

Quando o governo da República da China foi estabelecido em 1º de janeiro de 1912, a "bandeira de cinco cores" foi selecionada pelo Senado provisório como a bandeira nacional. A "bandeira de 18 estrelas" foi adotada pelo exército e a bandeira moderna foi adotada como uma bandeira naval. Depois que o presidente Yuan Shikai assumiu poderes ditatoriais em 1913, dissolvendo a Assembleia Nacional e proibindo o KMT, Sun Yat-sen estabeleceu um governo no exílio em Tóquio e empregou a bandeira moderna como a bandeira nacional da República da China. Ele continuou usando esse desenho quando o KMT estabeleceu um governo rival em Guangzhou em 1917. A bandeira moderna tornou-se a bandeira nacional oficial em 17 de dezembro de 1928 após a bem-sucedida Expedição do Norte que derrubou o governo de Pequim, embora a bandeira de cinco cores ainda continuasse a ser usada pelos habitantes locais em uma capacidade não-oficial.

Bandeira de 18 pontos usada pelo exército chinês durante a Revolta de Wuchang e posteriormente adotada na Revolução Xinhai.
Versão com 19 pontos. As bandeiras de Wuhan foram usadas como sinal de lealdade ao governo de Beyiang pelos senhores-da-guerra.
Bandeira da Restauração Imperial Chinesa de 1915-1916 (1915).
Bandeira nacional do Império da China (1916).
Bandeira do Exército Nacional Revolucionário (1928–1947) e a bandeira da Exército da República da China (1947–presente).

### Governos fantoches

A bandeira do Governo Nacional Reorganizado da República da China. Um galhardete era colocado acima da bandeira, onde se lia "Paz, anticomunismo, construção nacional".

Durante a Segunda Guerra Sino-Japonesa, os invasores japoneses estabeleceram uma variedade de governos fantoches usando vários desenhos de bandeiras. O Governo Reformado foi estabelecido em março de 1938 em Nanquim para consolidar os vários governos fantoches que empregavam a Bandeira de Cinco Cores. Quando Wang Jingwei foi escalado para assumir o governo instalado pelos japoneses em Nanquim em 1940, ele exigiu usar a bandeira moderna como um meio de desafiar a autoridade do governo nacionalista em Chongqing sob Chiang Kai-shek e se posicionar como o legítimo sucessor de Sun Yat-sen. No entanto, os japoneses preferiram a bandeira de cinco cores. Como um meio-termo, os japoneses sugeriram adicionar uma flâmula amarela triangular no topo com o slogan "Paz, anticomunismo, construção nacional" (和平反共建國; Hépíng fǎngòng jiàn guó) em preto, mas isso foi rejeitado por Wang. No final, Wang e os japoneses concordaram que a bandeira amarela deveria ser usada ao ar livre apenas até 1943, quando a bandeira foi abandonada, deixando dois governos rivais com a mesma bandeira, cada um alegando ser o legítimo governo nacional da China.

O Império de Manchukuo, um Estado-fantoche dos japoneses na Manchúria, também tinha sua própria bandeira. Ela tinha um campo amarelo com quatro faixas horizontais com as cores vermelho, azul, branco e preto no cantão. Estas cores foram baseadas nas cores das bandeiras da União das Cinco Raças Sob Uma, usadas pelo governo de Beiyang, Império da China e pela camarilha de Fengtian. A bandeira foi estabelecida pela primeira vez no Anúncio da Bandeira Nacional em 1º de março de 1932. A bandeira do Governo Reformado da República da China também era uma variação da União das Cinco Raças Sob Uma.

Bandeira nacional do Império de Manchukuo (1934–1945).
Bandeira do Governo Reformado da República da China (1938–1940).

### Guerra Civil
A bandeira foi especificada no Artigo Seis da Constituição de 1947. Durante a Guerra Civil Chinesa (antes de outubro de 1949), o sistema de bandeiras sob o domínio do PCC na China era muito confuso - institucionalmente, a bandeira rival do antigo governo era reconhecida como uma bandeira nacional legítima, mas não era encorajada a ser hasteada. As forças e apoiadores comunistas tendiam a usar a bandeira do PCC, a bandeira vermelha sem desenho, a bandeira de mérito do exército e a bandeira militar oficial que veio depois. Além disso, algumas regiões usam a bandeira nacional soviética como substituta, uma prática que é severamente repreendida nos documentos oficiais do PCC.

Após a Guerra Civil Chinesa em 1949, o governo da República da China liderado por Chiang Kai-shek transferiu seu governo e suas instituições para a ilha de Taiwan. No continente, as forças do PCC de Mao Tsé-tung estabeleceram a República Popular da China (RPC) e adotaram sua própria bandeira nacional. Em 23 de outubro de 1954, o Ato do Emblema Nacional e da Bandeira Nacional da República da China (中華民國國徽國旗法; Zhōnghuá Mínguó guóhuī guóqífǎ) foi promulgado pelo Yuan Legislativo para especificar o tamanho, medida, proporção, produção e gerenciamento da bandeira.

Bandeira da República Soviética Chinesa (1931–1937).
Bandeira do Exército Vermelho Chinês.
Bandeira da República Popular da China (1949-atualidade).

## Bandeiras militares
Existem seis bandeiras que são usadas pelo Exército Popular de Libertação (EPL). A principal característica dessas bandeiras é uma estrela dourada no canto superior esquerdo e dois caracteres chineses "八一" à direita da estrela, todos colocados sobre um fundo vermelho. Os caracteres "八一" (literalmente "oito um") homenageiam os acontecimentos de 1º de agosto de 1927 (8º mês, 1º dia); quando o EPL foi criado pelo PCC para iniciar sua rebelião contra o governo do Kuomintang em Nanchang. A 24ª Divisão do ENR do General Chu Te levanta-se em um motim comunista, entrando em aliança com os guerrilheiros de Mao Tsé-tung; nascendo assim o Exército Vermelho Chinês dos Operários e Camponeses. A bandeira principal do EPL foi criada em 15 de junho de 1949 por um decreto emitido por Mao.
A bandeira tem uma proporção de 5 por 4, que tem uma manga branca medindo 1⁄16 do comprimento da bandeira. Para as cerimônias, uma bandeira do EPL com franja dourada é colocada em um mastro com listras espirais douradas e vermelhas e encimado por um remate dourado e uma borla vermelha. Cada ramo do EPL - Exército, Marinha, Força Aérea e Força de Foguetes - também têm suas próprias bandeiras para usar. Em despacho de 1992, foram definidas as bandeiras das três forças. Os 5⁄8 superiores das bandeiras são os mesmos que na bandeira do EPL; os 3⁄8 inferiores são ocupados pelas cores dos serviços.

A bandeira das Forças Terrestres tem uma barra verde floresta na parte inferior, a bandeira naval tem listras azuis e brancas na parte inferior, a Força Aérea usa uma barra azul celeste e a Força de Foguetes usa uma barra amarela na parte inferior. O verde floresta representa a terra, as listras azuis e brancas representam os mares, o céu azul representa o ar e o amarelo representa o clarão do lançamento de mísseis. A bandeira da Polícia Armada do Povo tem barras verdes na parte inferior.

Bandeira do EPL.
Bandeira das Forças Terrestres.
Bandeira naval.
Bandeira da Força Aérea.
Bandeira da Força de Foguetes.
Bandeira da Polícia Armada do Povo.